# Stéphan Grégoire
Pour les articles homonymes, voir Grégoire.
Cet article concerne un pilote automobile. Pour le footballeur, voir Stéphane Grégoire.
Stéphan Grégoire, né le 14 mai 1969 à Neufchâteau (Vosges), est un pilote automobile français. 

## Biographie
Exilé aux États-Unis au début des années 1990, Stéphan Grégoire s'est surtout fait connaître pour ses participations régulières aux 500 miles d'Indianapolis. Après une première apparition sur le Brickyard en 1993 (qualifié 15e, arrivé 19e, il a même mené un tour et fut élu meilleur rookie de la course) et une non-qualification en 1994, il devient à partir de 1996 et jusqu'en 2001 un concurrent régulier du nouveau championnat Indy Racing League. C'est lors de la saison 1996-1997 qu'il décroche ses meilleurs résultats dans le championnat, avec notamment une deuxième place sur l'ovale de Pikes Peak (PPIR) au terme d'une arrivée très serrée avec le vainqueur et futur champion Tony Stewart le 29 juin 1997 sur G-Force-Aurora.
À partir de 2002, sans volant en IRL, il se reconvertit dans les épreuves d'endurance nord-américaines (ALMS en 2003 et Grand Am de 2004 à 2005). Il a effectué son retour à l'Indy 500 en 2006. Il devait participer à l'édition 2007 sous les couleurs du Chastain Motorsports mais s'est fracturé une vertèbre durant les essais libres. 
Stephan Grégoire est le recordman français des participations aux 500 miles d'Indianapolis, avec sept départs en carrière (Goux 5) à Indy en 14 ans (terminant 8e en 2000 sur G-Force-Aurora, avec une dernière apparition en 2006).
Il a participé aux éditions 2003, 2008, 2009, et 2010 des 24 Heures du Mans où il a terminé deuxième de la catégorie GT1 sur une Corvette du team Luc Alphand Aventures en compagnie de Jérome Policand et de David Hart.

## Résultats aux 24 Heures du Mans
| Année | Voiture                 | Équipe                | Équipiers                          | Résultat |
| ----- | ----------------------- | --------------------- | ---------------------------------- | -------- |
| 2003  | Courage C60-Judd        | Courage Compétition   | Jonathan Cochet / Jean-Marc Gounon | 7e       |
| 2008  | Pescarolo 01-Judd       | Rollcentre Racing     | João Barbosa / Vanina Ickx         | 11e      |
| 2009  | Chevrolet Corvette C6.R | Luc Alphand Aventures | Luc Alphand / Patrice Goueslard    | Abandon  |
| 2010  | Chevrolet Corvette C6.R | Luc Alphand Aventures | David Hart / Jérôme Policand       | 15e      |

## Résultats aux 500 miles d'Indianapolis
| Année | Châssis | Moteur        | Départ               | Arrivée              |
| ----- | ------- | ------------- | -------------------- | -------------------- |
| 1993  | Lola    | Chevrolet     | 15e                  | 19e                  |
| 1994  | Lola    | Chevrolet     | Non qualifié         | Non qualifié         |
| 1996  | Reynard | Ford-Cosworth | 13e                  | 27e                  |
| 1997  | G-Force | Oldsmobile    | 13e                  | 31e                  |
| 1998  | G-Force | Oldsmobile    | 31e                  | 17e                  |
| 1999  | G-Force | Oldsmobile    | Non qualifié         | Non qualifié         |
| 2000  | G-Force | Oldsmobile    | 20e                  | 8e                   |
| 2001  | G-Force | Oldsmobile    | 29e                  | 28e                  |
| 2006  | Panoz   | Honda         | 30e                  | 29e                  |
| 2007  | Panoz   | Honda         | Forfait sur blessure | Forfait sur blessure |